# Comendador Gomes
Comendador Gomes este un oraș în unitatea federativă Minas Gerais (MG), Brazilia.